# Ауверс (кратер)
Ауверс (Auwers) — кратер на видимому боці  Місяця, в Гемських горах. Діаметр — 20 км. Назва дана на честь німецького астронома Артура Юліуса Георга Фрідріха фон Ауверса (1838–1915) і затверджена Міжнародним астрономічним союзом у 1935 році.

## Загальний опис

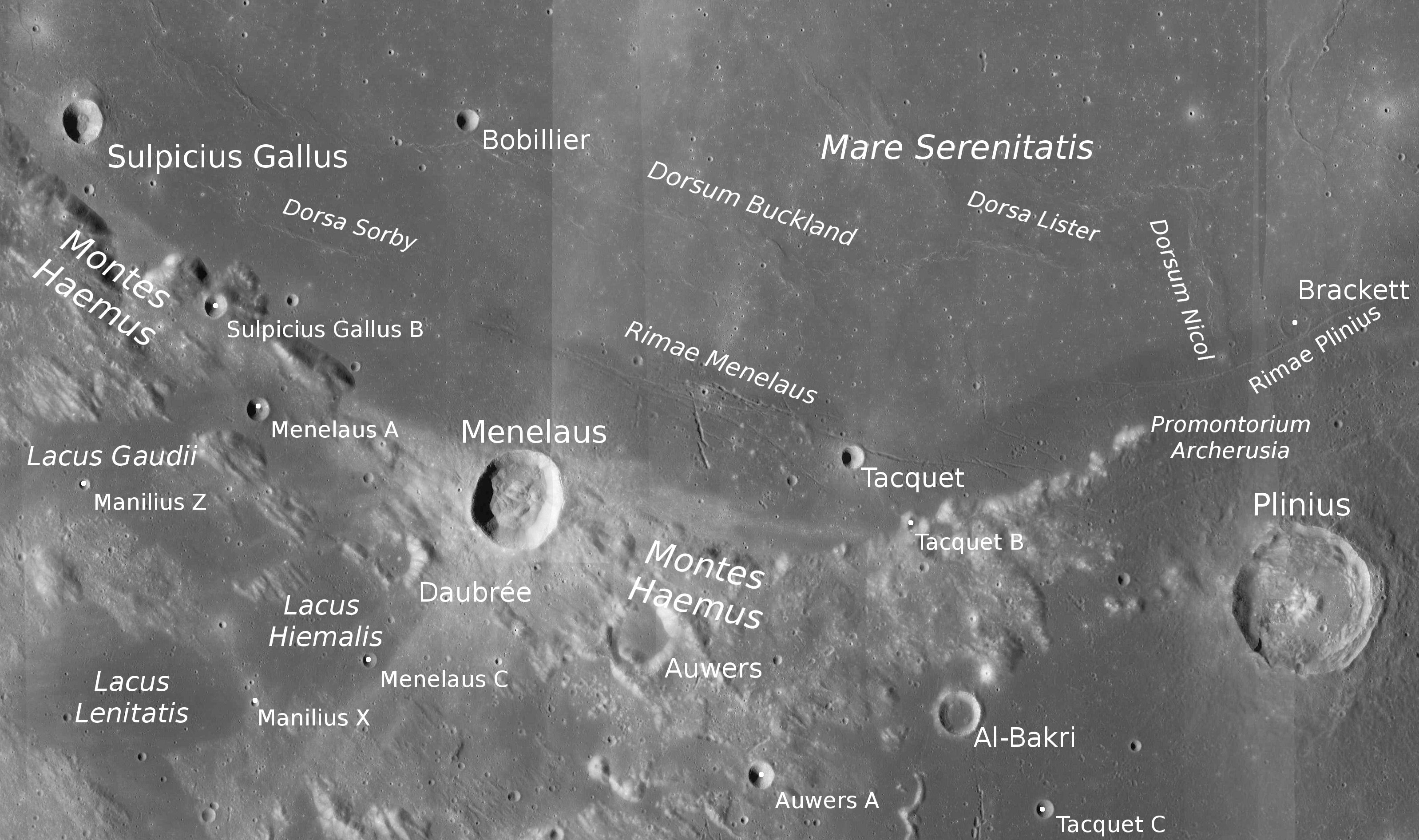
Карта регіону. Ауверс — нижче центру.

Кратер має суттєво неправильну форму. Його дно вкрите морською лавою. В північно-західній частині валу є розрив, через який морська ділянка виходить назовні.
На північному заході від Ауверса знаходиться кратер Менелай, а дещо далі — Добре; на південному сході лежить Аль-Бакрі. Координати центру кратера — 15°00′ пн. ш. 17°07′ сх. д. / 15.00° пн. ш. 17.12° сх. д., діаметр — 20 км, глибина — 1,07 км.

## Сателітні кратери
Цей кратер, розташований поблизу Ауверса, названо його ім'ям із доданням великої латинської літери.
| Ауверс | Координати                                                | Діаметр, км |
| ------ | --------------------------------------------------------- | ----------- |
| A      | 13°46′ пн. ш. 18°19′ сх. д. / 13.77° пн. ш. 18.31° сх. д. | 7,6         |